# Бяльскоподляское воеводство
Бяльскоподляское воеводство (пол. województwo bialskopodlaskie) — существовавшее в Польше в период 1975—1998 годов как основные единицы административного деления страны.
Одно из 49 воеводств Польши, которые были упразднены в итоге административной реформы 1998 года. Занимало площадь 5348 км². В 1998 году насчитывало 309 900 жителей. Столицей воеводства являлся город Бяла-Подляска.
В 1999 году территория воеводства отошла большей частью к Люблинскому воеводству и несколько гмин (настоящий Лосицкий повят) — к Мазовецкому воеводству.

## Города
Города Бяльскоподляского воеводства по числу жителей (по состоянию на 31 декабря 1998 года):
1. Бяла-Подляска (58 351)
2. Мендзыжец-Подляски (18 274)
3. Радзынь-Подляский (16 852)
4. Парчев (11 090)
5. Лосице (7772)
6. Тересполь (6079)

## Население
| Год       | 1975    | 1980    | 1985    | 1990    | 1995    | 1998    |
| Население | 280 400 | 286 400 | 297 900 | 305 300 | 309 500 | 309 200 |